# 1981 (فلم)
1981 هو فيلم من نوع قصة البلوغ ودراما وكوميديا دراما أُصدر في 4 سبتمبر 2009. الفيلم من إنتاج Go Films ‏، ومن توزيع Alliance Films ‏، وهو من إخراج وسيناريو Ricardo Trogi ‏.

## القصة
تقع أحداث الفيلم في مدينة كيبك.

## طاقم التمثيل
- Jean-Robert Bourdage  [لغات أخرى]‏
- Pierre Mailloux [الإنجليزية]‏
- Ricardo Trogi [الإنجليزية]‏
- Rose Adam  [لغات أخرى]‏
- ساندرين بيسون
- Jean-Carl Boucher [الإنجليزية]‏

## الإنتاج
موسيقى الفيلم التصويرية كانت من تأليف فريديريك بيجن.

## وصلات خارجية
- مقالات تستعمل روابط فنية بلا صلة مع ويكي بيانات